# Övre Lappängestjärnen
Övre Lappängestjärnen är en sjö i Vindelns kommun i Västerbotten och ingår i Umeälvens huvudavrinningsområde. Sjön har en area på 0,0381 kvadratkilometer och ligger 211,1 meter över havet.

## Delavrinningsområde
Övre Lappängestjärnen ingår i det delavrinningsområde (714727-168452) som SMHI kallar för Ovan Storkvarnbäcken. Medelhöjden är 244 meter över havet och ytan är 8,52 kvadratkilometer. Räknas de 29 avrinningsområdena uppströms in blir den ackumulerade arean 252,23 kvadratkilometer. Hjuksån som avvattnar avrinningsområdet har biflödesordning 3, vilket innebär att vattnet flödar genom totalt 3 vattendrag innan det når havet efter 111 kilometer. Avrinningsområdet består mestadels av skog (68 procent) och sankmarker (29 procent). Avrinningsområdet har 0,04 kvadratkilometer vattenytor vilket ger det en sjöprocent på 0,4 procent.